# ويليام كولين برايانت
ويليام كولين برايانت (بالإنجليزية: William Cullen Bryant) (3 نوفمبر 1794 - 12 يونيو 1878)، شاعر أمريكي، كما كان يعمل في مجال الصحافة والتحرير الصحفي.

## نشأته وتعليمه
ولد برايانت في ولاية ماساتشوستس, وهو الابن الثاني للسيد بيتر برايانت والذي كان طبيباً ومشرعاً. أما والدته فكانت تدعي سارة سنيل. درس برايانت القانون ودخل في نقابة المحامين في العام 1815. وعمل في مجال المحاماة في منطقة بلينفيلد والتي كانت تبعد عن منطقة كامينجتون سبعة أميال كان يمشيها برايانت يومياً على الأقدام, ويذكر أنه شاهد طائراً في أحد أيام كانون الأول من العام 1815 وهو في طريقه المعتاد إلى مكان عمله فكان ذلك المنظر كافياً لتحريك عاطفته وقريحته الشعرية ليكتب قصيدة بعنوان (To a Waterfowl).
وكان اهتمام برايانت في الشعر قراءة وكتابة في واضحاً في مرحلة مبكرة من حياته, فكان يقلد في صغره بعض الشعراء مثل ألكسندر بوب وغيرهم من الشعراء الإنجليز. وكتب إحدى قصائده المهمة (The Embargo) والتي هاجم فيها الرئيس الأمريكي توماس جيفرسون ونشرت القصيدة في العام 1808 ونفدت الطبعة الأولى منها في وقت قصير, ويعود ذلك لشهرة الشاعر اليافع, ثم صدرت طبعة أخرى جاءت في كتاب اشتمل كذلك على ترجمة قام بها برايانت لبعض الكتابات الكلاسيكية. وقل نتاج برايانت الشعري أثناء دراسته في كلية ويليامز, وبعد أن انتهى منها وبدأ دراسة القانون عاد الشاعر لحيويته وساعده في ذلك علاقاته مع عدد من الشعراء و أهمهم ويليام ووردزوورث.

## أعماله الشعرية
تعتبر قصيدة (Thanatopsis) وهي كلمة يونانية تعني «تأملات في الموت» وتعتبر من أهم الأعمال الشعرية لبرايانت والتي يختلف الباحثون حول تاريخ كتابتها فبعضهم يقول إنها متبت في العام 1811 وآخرون يقولون إنه بدأ كتابتها في العام 1813 أو بعد ذلك. ويذكر عن تاريخ نشرها أن والده أخذ بعض الأوراق عن كتبه وكانت تحتوي على بعض الأشعار والكتابات النثرية وسلمها لأحد دور النشر مع أحد أعمال والده وكان ذلك في العام 1817. نسبت القصيدة أول صدروها لوالده ولكنها لاقت قبولاً واسعاً وأعجب الكثيرون بها. نشر برايانت عدداً من قصائده التي كتبها في السنوات التالية ومن بينها قصيدة (To a Waterfowl) عام 1821.

## عمله في التحرير
لم تكن كتابة الشعر كافية لتغطية نفقات الأسرة التي بدأها برايانت بزواجه من فرانسيس فيرتشايلد في 11 كانون ثاني 1821. مارس برايانت مهنة المحاماة بين العام 1816 و 1825 في منطقة جريت بارينجتون في ماساتشوستس, إلا إنه لم يكن قادراً على الاستمرار في هذه المهنة لما كان يلحظه من فساد وغرابة في بعض الأحكام التي كان يصدرها القضاة في ذلك الحين فقرر أن يبحث عن عمل آخر.
انتقل برايانت إلى مدينة نيويورك حيث تمكن بمساعدة أحد الأصدقاء من العمل كمحرر في أحد المجلات غير المعروفة وبعد سنتين أصبح محرراً مساعداً في صحيفة نيويورك إيفنينج بوست, وهي صحيفة أسسها ألكسيندار هاميلتون, وفي غضون سنتين أصبح برايانت رئيس التحرير في الصحيفة وأصبح من الشركاء المالكين لها, وبقي رئيساً للتحرير لمدة 25 عاماً من 1828 حتى 1878. وأصبحت الصحيفة مصدر ثراء لبرايانت ونقطة تأثير سياسية استغلها ببراعة في مدينته وولايته والدولة بأكملها.

## أعماله الأخيرة
تحول برايانت في العقد الأخير الذي سبق وفاته من كتابة الشعر إلى ترجمة الشعر حيث بدأ بترجمة أعمال الشاعر اليوناني هومر, فترجم له الإلياذة والأوديسا بين العام 1871 و 1874.
توفي برايانت في العام 1878 إثر حادث سقوط تعرض له أثناء مشاركته في أحد المهرجانات لتكريم الفيلسوف والسياسي الإيطالي جوسيبي مازيني.

## برايانت في ميزان النقد الأدبي
هنالك آراء متباينة حول الأصالة الشعرية لدى برايانت. فيرى الشاعر والناقد الأدبي توماس هولي تشيفرز على سبيل المثال أن العمل الوحيد الذي يمكن أن يوصف بأنه شعر لبرايانت هو قصيدته (Thanatopsis) والتي يقول إنه سرقها سطراً بسطر من اللغة الإسبانية, فهو في نظره سرق معظم الشعر ولم يكن فيه شيء من الأصالة. أما الناقد إدغار ألان بو فقد امتدح شعر برايانت في مقالته النقدية المشهورة «المبدأ الشعري» (The Poetic Principle).

## روابط خارجية
- ويليام كولين برايانت على موقع الموسوعة البريطانية (الإنجليزية)
- ويليام كولين برايانت على موقع ميوزك برينز (الإنجليزية)
- ويليام كولين برايانت على موقع إن إن دي بي (الإنجليزية)